# Jan da Hornay
Jan da Hornay (auch João de Hornay, andere Schreibweisen d’Ornay, de Hornai) war ein niederländischer Mestize im 17. Jahrhundert, der zunächst für die Niederländische Ostindien-Kompanie arbeitete, bevor er zu den Portugiesen wechselte.

## Geschichte
Jan da Hornay war ab 1627 niederländischer Kommandant der Festung von Solor. Doch 1629 lief er zu den Portugiesen über, wurde Katholik und übergab die Kontrolle über die Insel wieder den Dominikanern. Jan da Hornay ging nach Larantuka. Dort heiratete er eine timoresische Sklavin und gründete mit seinen beiden Söhnen António und Francisco einen Familienclan, der neben den Costas zur führenden Familie der Topasse wurde, die im Laufe der Zeit trotz nomineller Unterordnung unter die Portugiesen die Macht auf Solor, den Westen Timors und benachbarter Inseln erlangten. Costas und Hornays verbanden sich auch immer wieder durch Heirat. Der Clan gilt auf Timor inzwischen als ausgestorben, doch nahmen verschiedene Herrscherfamilien Timors den Namen Hornay an, um ihre Legitimation aufzuwerten. So findet sich der Name auch heute noch auf der Insel. In Oe-Cusse wird noch heute von Bauern ein traditioneller Reistribut am Karfreitag an die Familie der Hornay gezahlt. Angenommen wird er nun von der Herrscherfamilie der Costas.